# Chris Dyson
Chris Dyson (ur. 24 kwietnia 1978 w Poughkeepsie w Nowym Jorku) – amerykański kierowca wyścigowy.